# Купальні Мойсея
Купальні Мойсея (Фараонові ванни, Фараонові купальні, Лазні Мойсея, Hammam Musa, Moses 'Bath) — термальні цілющі джерела, що знаходяться в Єгипті на західному узбережжі Синайського півострова, відомі з найдавніших часів.

## Історія
У Старому Завіті згадується сучасне єгипетське місто Ет-Тур (древ. Єлім): «І прийшли вони до Єліму, а там дванадцять во́дних джере́л та сімдесят пальм. І вони ота́борилися там над водою.» (Вих. 15:27). Після виходу з Єгипту євреї під керівництвом Мойсея розташувалися станом в Єлімі на відпочинок. Це була їхня перша зупинка після того, як вони перейшли по дну Червоного моря, яке по повелінню Господньому розступилося, та втекли від єгиптян. Це місце згадується в Старому Завіті і носить назву Мара́, тобто «гіркота». Відповідно до Старого Заповіту люди спробували напитися води з джерела, але вона виявилася гіркою. Тоді Мойсей за велінням Господа опустив в джерело дерево, і вода перетворилася в прісну. Сучасні паломники називають це місце Ую-Мусса — «Джерела Мойсея».
Недалеко від цього місця знаходяться Фараонові ванни, які відомі ще з глибокої давнини, про що говорить їх назва.

## Сучасний стан
Сьогодні Уюн Мусса — бедуїнське поселення з сімома стародавніми кам'яними колодязями, проте зараз вони сухі. Уюн Мусса можна побачити вже з дороги по відкладеннях солей магнію і кальцію, які оточують оазу, де залишилось тільки одне з дванадцяти джерел, що згадуються в Старому Заповіті. Вода в ньому має сильний хімічний присмак і діє як сильне проносне.
В цьому поселенні є декілька сувенірних лавок і крамниць, в них бедуїни торгують сувенірами місцевого виробництва і різними декоративно-прикладними виробами.
Неподалік від поселення розташовані Фараонові ванни. Джерело з температурою води 72 градуси б'є прямо з печери, ще декілька гарячих джерел б'ють з дна моря в береговій лінії. Вода джерел багата сіркою, вона відмінно лікує шкіру, хвороби суглобів, ревматизм та ін.
Неподалік знаходяться сучасні Мойсеєві ванни (Хамам Муса), які представляють собою басейни з водою з сірчаних джерел. Вода в них не така гаряча, приблизно 28 градусів. Мойсеєві ванни славляться своєю високою цілющістю, близько них вибудувана купальня і насаджений тінистий парк.

## Галерея

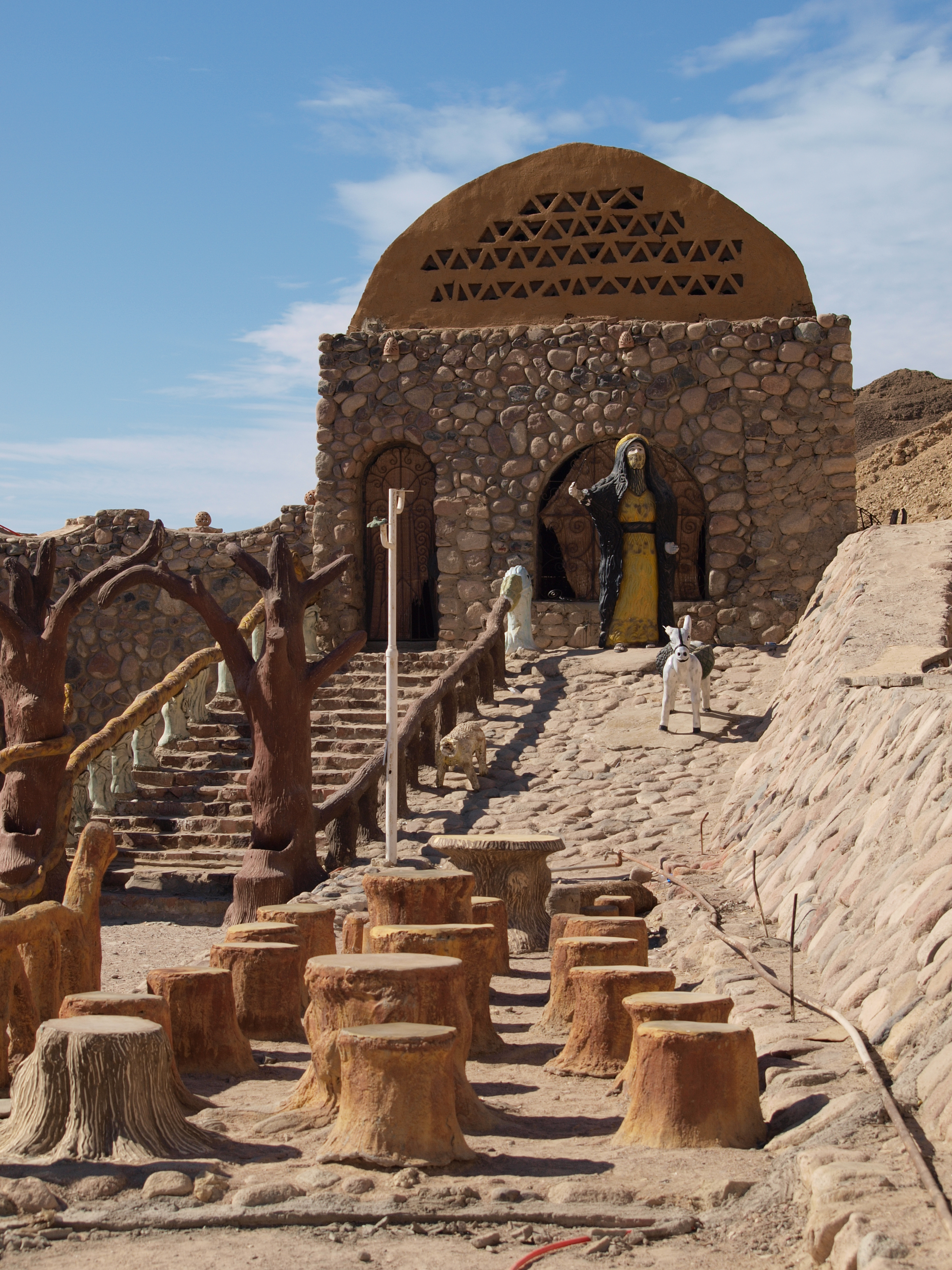
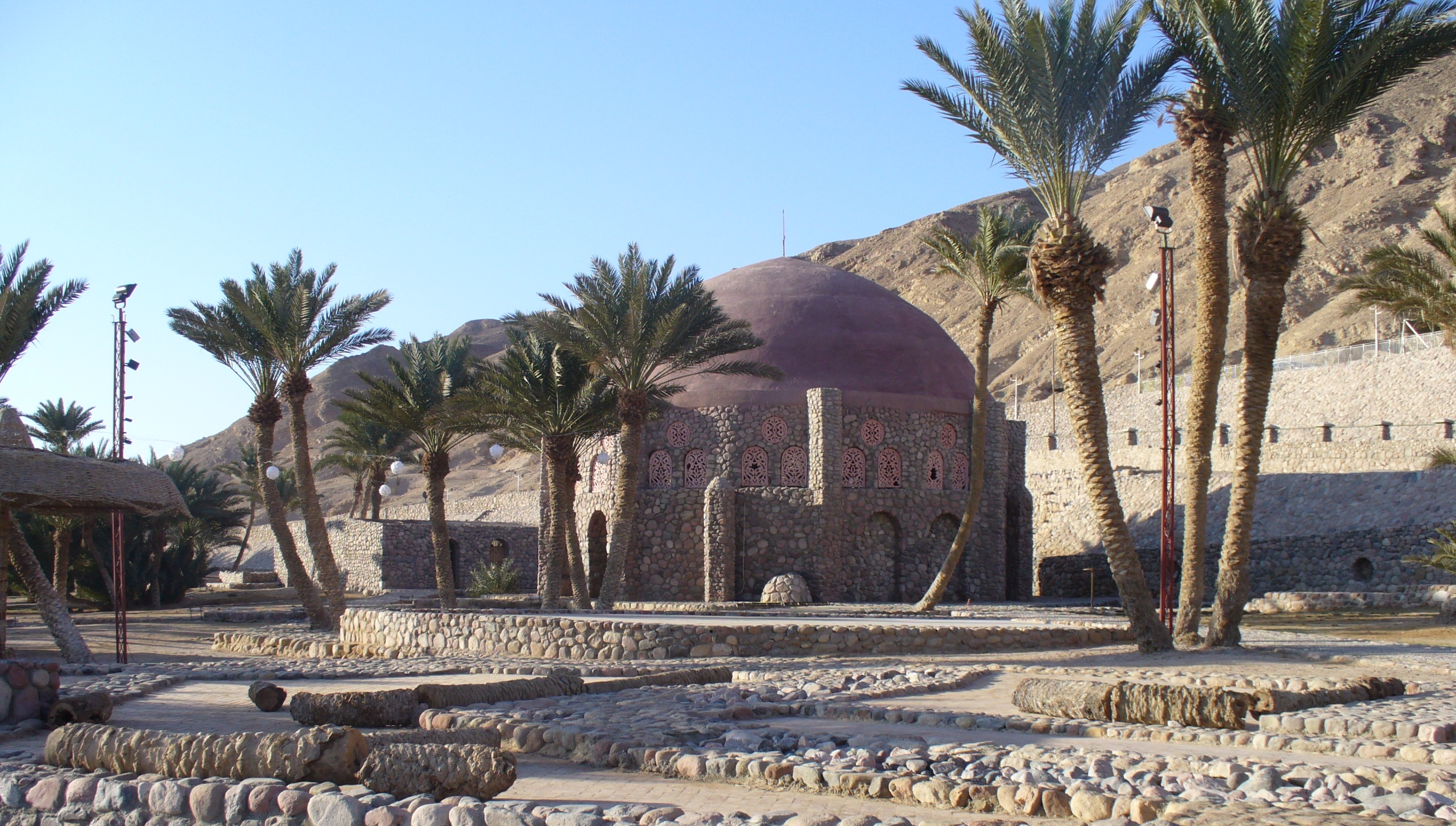
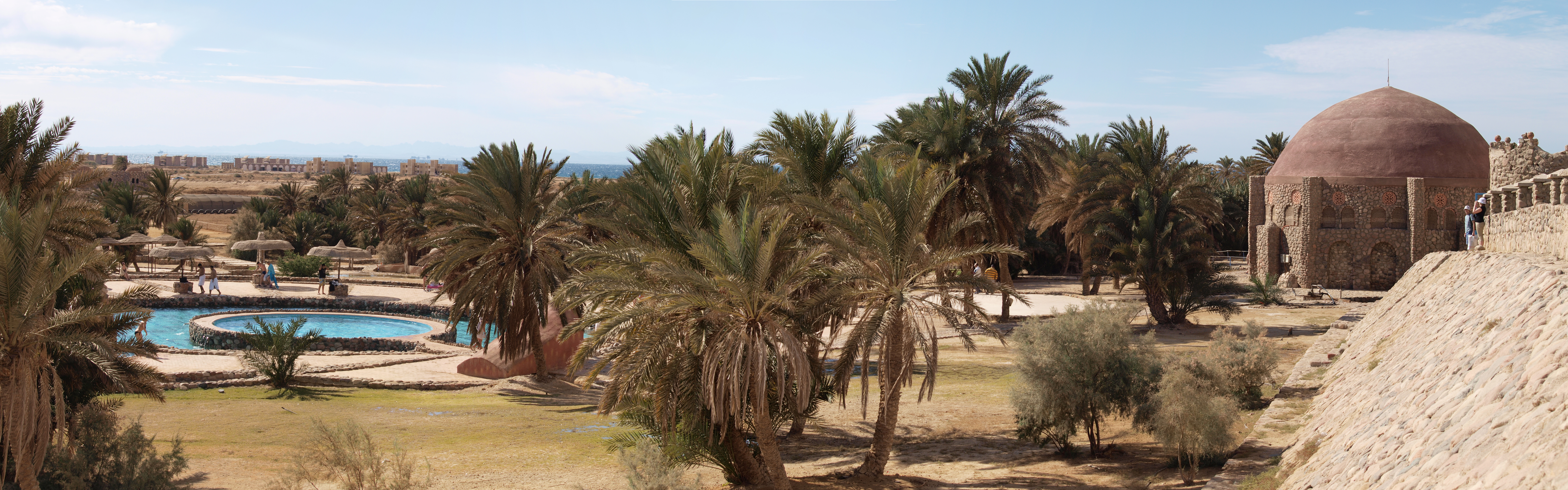
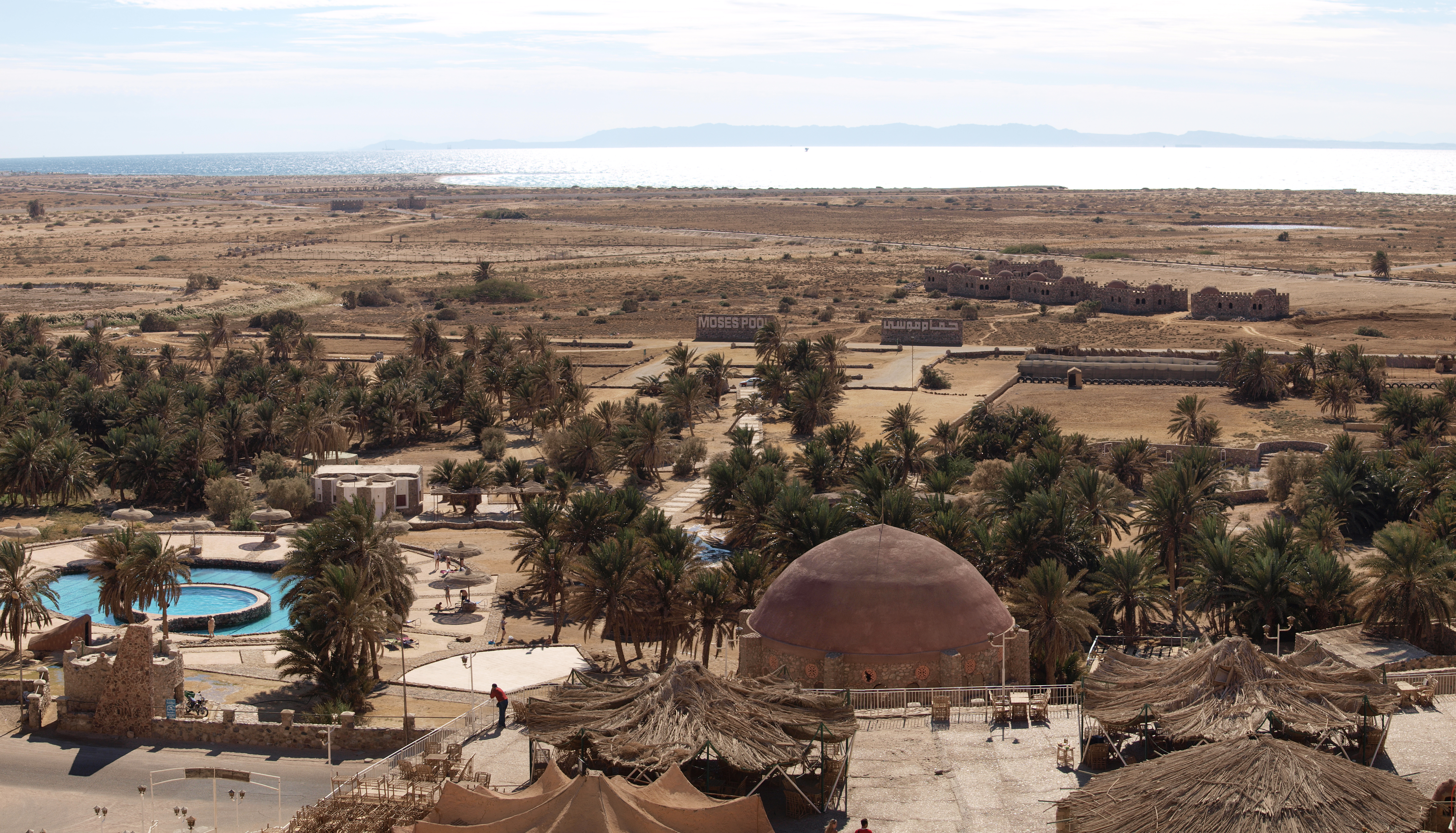